# Niko Mattila
Niko Erkki Tapani Mattila (Tampere, 16 febbraio 1994) è un cestista finlandese.